# Siegfried Terber
Siegfried Terber (* 24. Juni 1927 in Kleindöbschütz; † 2017) war ein deutscher Maler und Grafiker.

## Leben und Werk
Terber arbeitete bis 1953 als Plakatmaler und studierte dann Malerei bei Erich Fraaß und Heinz Lohmar an der Hochschule für Bildende Künste Dresden und von 1958 bis 1961 bei Kurt Bunge, Willi Sitte und Lothar Zitzmann an der Hochschule für industrielle Formgestaltung Halle – Burg Giebichenstein. Danach arbeitete er freischaffend als Maler und Grafiker in Weimar. Er vertrat mit seinen Werken die politischen Positionen der DDR-Führung. Z. B. veröffentlichte der Militärverlag der DDR eine Mappe mit dem Titel Für den Schutz der Arbeiter- und Bauernmacht, für die neben Künstlern wie Arno Mohr auch Terber zugearbeitet hatte. Terber bekam eine Anzahl von Aufträgen für repräsentative architekturbezogene Zwecke.
1977 erhielt Terber den Literatur- und Kunstpreis der Stadt Weimar und 1978 den Kunstpreis des Uhrenkombinats Ruhla. Er war Mitglied des Verbands Bildender Künstler der DDR.
Zum Leben Terbers nach der deutschen Wiedervereinigung wurden keine Informationen gefunden.

## Werke (Auswahl)
Werke von Siegfried Terber befinden sich im Schloßmuseum Sonderhausen.

### Tafelbilder
- Kampfgruppe (1971, Öl; auf der VII. Kunstausstellung der DDR)[2]
- Sachsenburg (1971, Öl; auf der VII. Kunstausstellung der DDR)[3]
- Kartoffelernte (1974, Öl)
- Blumenstillleben (1978, Öl, 87 × 57 cm)[4]

### Architekturbezogene Arbeiten
- Sozialistische Gesellschaft (1972, Wandgemälde, Malerei auf Gips, ca. 12 × 3 m; Erfurt, Foyer der damaligen Bezirksparteischule Erfurt der SED; mit Robert Werner Wagner)[5]
- Wandbild (Gotha, Ingenieurschule)

## Ausstellungen (unvollständig)

### Personalausstellungen
- 1981: Erfurt, Galerie Erph (Malerei)
- 1981: Weimar, Galerie im Cranach-Haus (mit Lisa Körting, Heiner-Hans Körting und Ulrich Körting)

### Teilnahme an zentralen und wichtigen regionalen Ausstellungen in der DDR
- 1970: Berlin, Altes Museum („Im Geiste Lenins“)
- 1971: Berlin, Kupferstichkabinett („Das Antlitz der Arbeiterklasse“)
- 1972/1973: Dresden, VII. Kunstausstellung der DDR
- 1974: Weimar, Galerie im Schloss („Kunst für uns“)
- 1975 und 1979: Erfurt, Bezirkskunstausstellungen
- 1978: Weimar, Kunsthalle am Theaterplatz („intermezzo“)
- 1981: Dresden, Ausstellungszentrum am Fučík-Platz („25 Jahre NVA“)
- 1985: Erfurt, Gelände der Internationalen Gartenbauausstellung („Künstler im Bündnis“)
- 1986/1987: Suhl („Das sicher sei, was uns lieb ist“. Ausstellung zum 40. Jahrestag der Gründung der Grenztruppen der DDR)